# KopieID
KopieID is een app ontwikkeld door de Nederlandse Rijksoverheid in de strijd tegen identiteitsfraude door middel van kopieën van identiteitsbewijzen. 

## Werking
Met de KopieID app kan de gebruiker een veilige kopie van zijn identiteitsbewijs (identiteitskaart, paspoort of rijbewijs) maken die gebruikt kan worden voor bijvoorbeeld het afsluiten van een telefoonabonnement of het inchecken op vakantie.

## Gebruik
Door via de app een foto van het desbetreffende identiteitsbewijs te maken krijgt de gebruiker de optie om kostbare gegevens zoals het documentnummer en BSN te verbergen, daarnaast wordt er  over de foto een tekst geplaatst waarin staat voor wie en voor welk doel de kopie is bijvoorbeeld "Kopie ID voor Verhuurbedrijf Jansen, Doel: Auto huren, Datum: 10 september 2016".